# Talgsvamp
Talgsvamp (Sebacina incrustans) är en svampart som först beskrevs av Christiaan Hendrik Persoon, och fick sitt nu gällande namn av Tul. & C. Tul. 1871. Enligt Catalogue of Life ingår Talgsvamp i släktet Sebacina,  och familjen Sebacinaceae, men enligt Dyntaxa är tillhörigheten istället släktet Sebacina,  och familjen Exidiaceae. Arten är reproducerande i Sverige. Inga underarter finns listade i Catalogue of Life.

## Bildgalleri

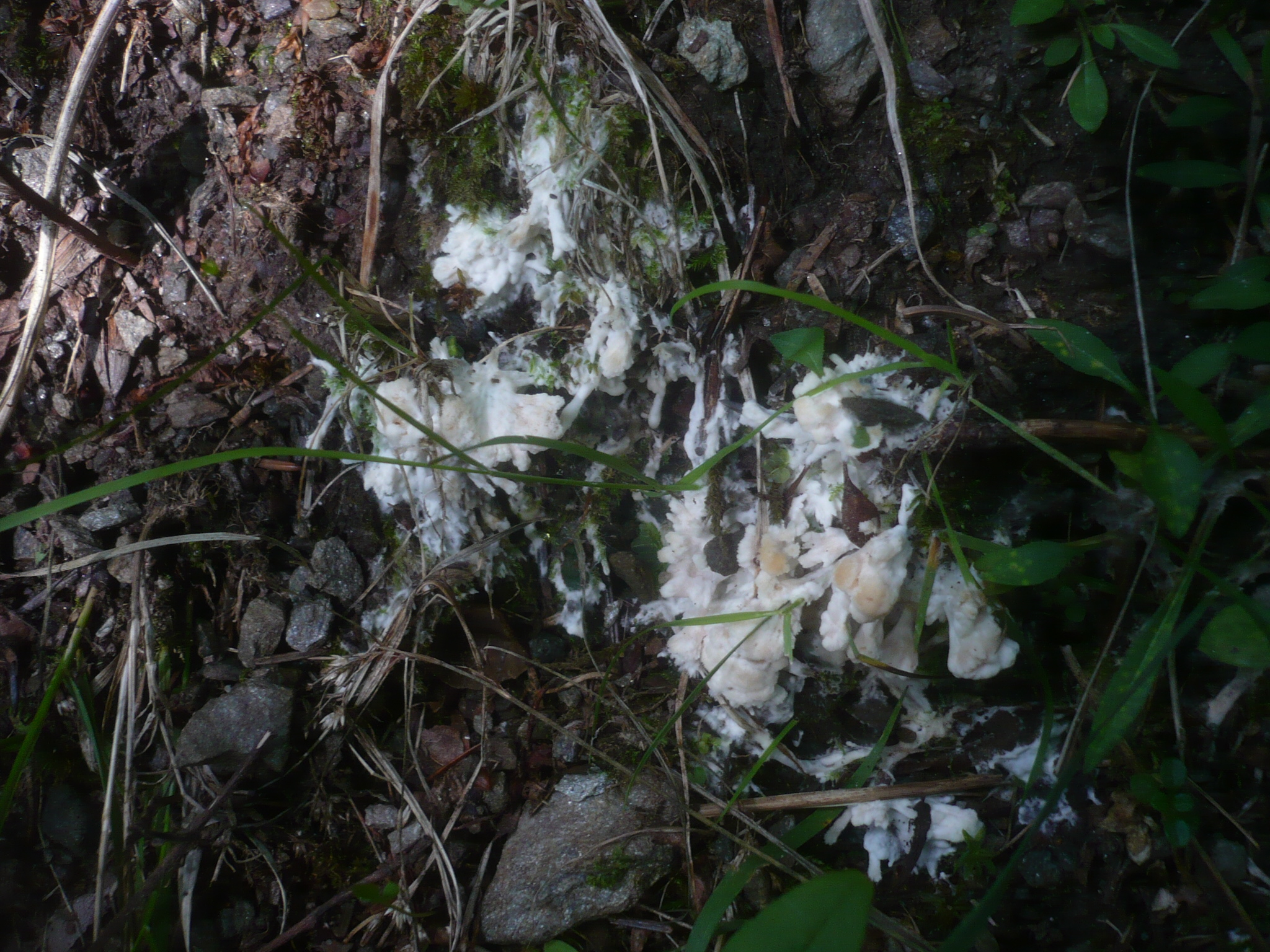